# Zoen-Torejmeer
Het Zoen-Torejmeer (Russisch: озеро Зун-Торей) is een endoreïsch zout steppemeer in het intermontane bekken op het interfluvium tussen de Argoen en de Onon in Daurië in het zuidelijke deel van de Transbaikal in Oost-Siberië tegen de grens met Mongolië. Bestuurlijk gezien ligt het in het zuiden van de Russische kraj Zabajkalski. Het meer ligt op een hoogte van ongeveer 600 meter. In droge jaren kan het meer droog komen te staan en in nattere jaren kan de oppervlakte oplopen tot ongeveer 300 km². DE mineralisatie van het water varieert met de watermassa.
Het meer wordt aan oostzijde door een smalle landengte gescheiden van het bijna dubbel zo grote Baroen-Torejmeer, dat net als het Baroen-Torejmeer onderdeel uitmaakt van het natuurreservaat Zapovednik Daoerski. De beide meren zijn door twee geulen met elkaar verbonden, waarbij het Zoen-Torejmeer vooral fungeert als ontvanger van zout, dat zich daar ophoopt. Ten zuiden van het meer ligt de plaats Solovjovsk. In het noordelijk deel van het meer ligt een naamloos eilandje.